# 剣ヶ峰 (富士山)

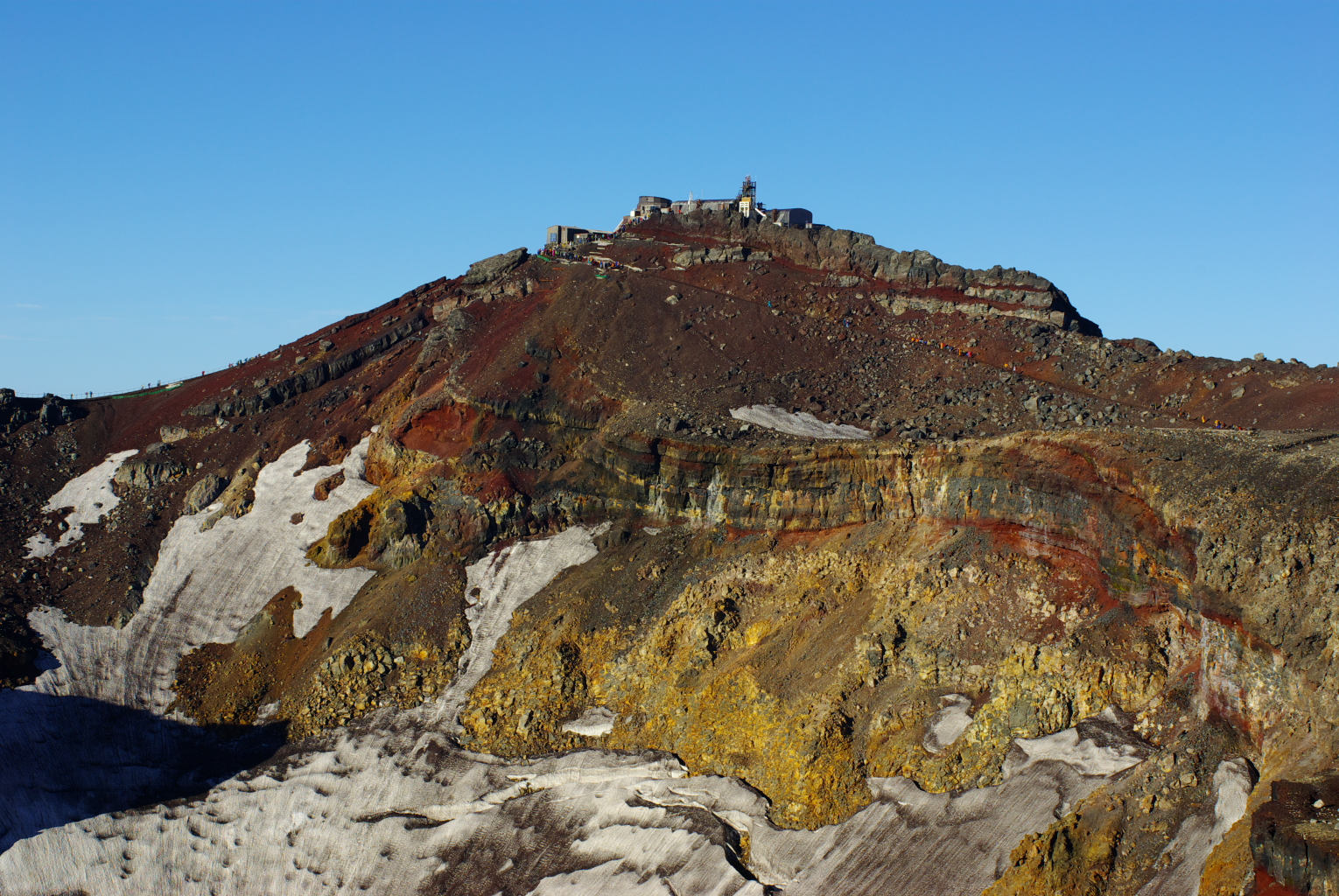
剣ヶ峰

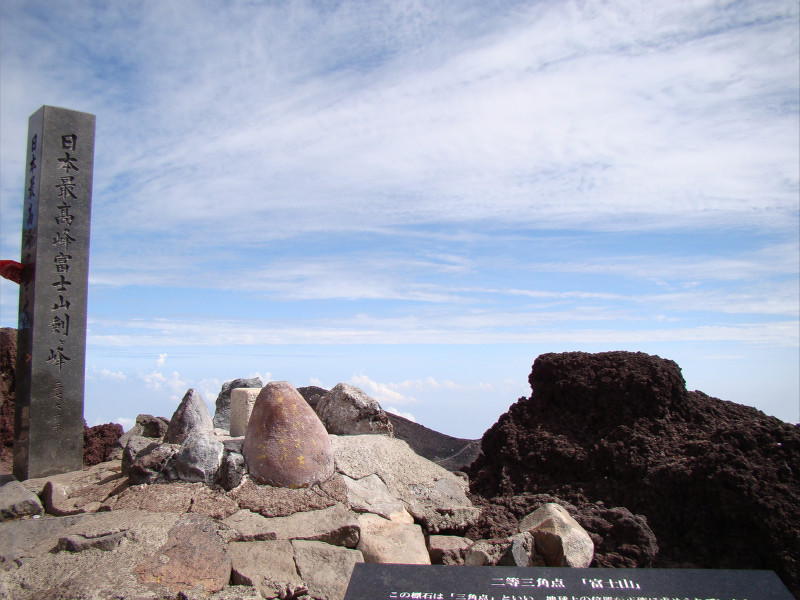
剣ヶ峰の石碑と二等三角点(2008/8)

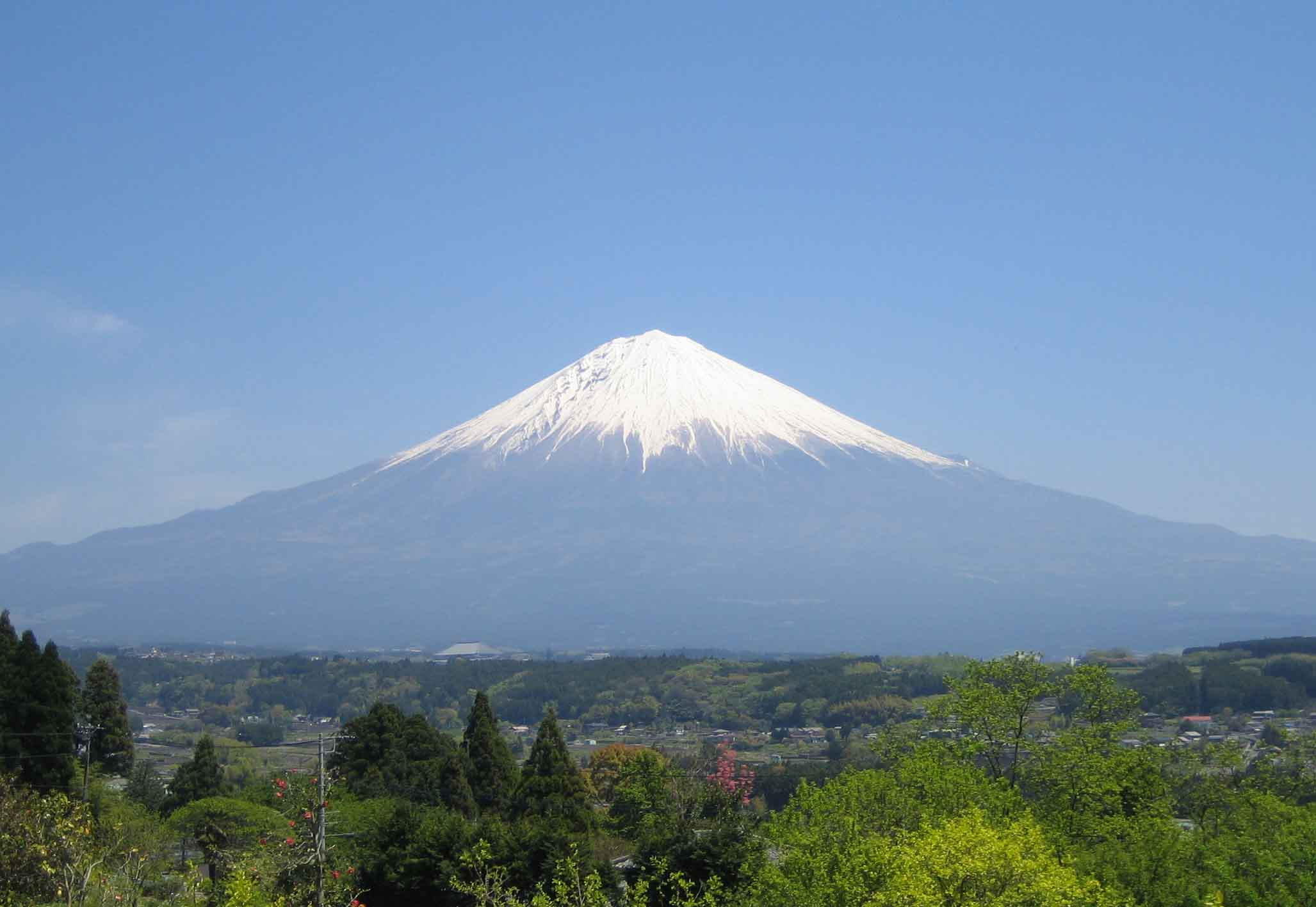
最高峰剣ヶ峰が中央に見える（富士宮市柚野(ゆの)地区より）

剣ヶ峰（けんがみね）は、富士山の山頂にある8つの峰（八神峰（はっしんぽう））の一つで、富士山の最高峰であり、その標高は3,776 mである。
「日本最高峰富士山剣ヶ峰」と書かれた石碑が建てられており、混雑期はこの場所で写真を撮るために順番待ちができることもある。この剣ヶ峰から西方向に大沢崩れが形成されており、下流では潤井川となって駿河湾へと注ぐ。
剣ヶ峰付近には富士山特別地域気象観測所が設置されているほか、山口誓子の句碑「下界まで断崖富士の壁に立つ」が置かれている。

## 標高
3,776 mの標高については、以下の2つが関わっている。
1. 国土地理院が設置した二等三角点「富士山」の標高 3,775.51 m（2014年4月1日以降の値）[3]
2. 二等三角点「富士山」から見て北12メートルの岩の高さ3,776.12 m[4]

どちらも四捨五入すれば3,776 mとなる（富士山#最新の標高を参照）。

## 剣ヶ峰への到達

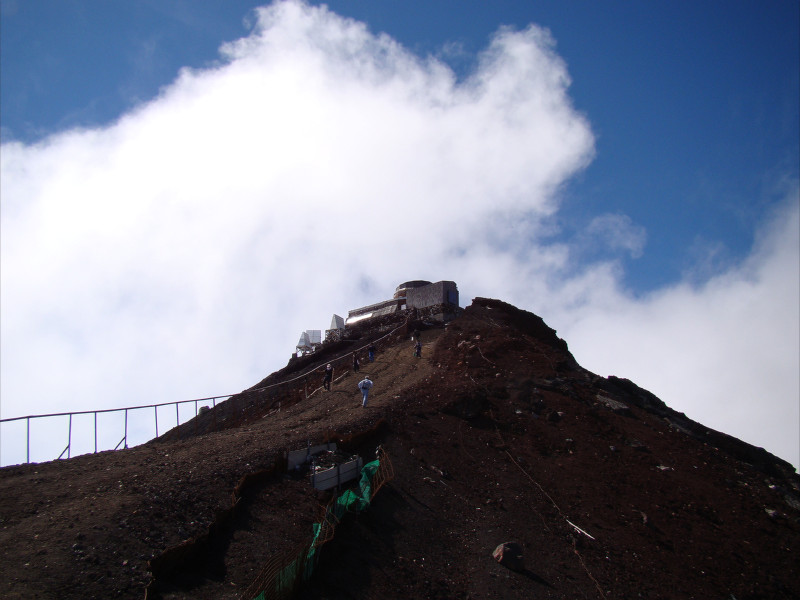
富士宮口頂上から剣ヶ峰への登山道

各登山道を登りきった頂上が火口の外周であり、外周は全て「山頂」あるいは「頂上」と呼ぶため外周に立てば登頂したことになる。しかしその登山道からの直近「山頂」は富士山最高標高地点である剣ヶ峰とは異なる。
剣ヶ峰に到達するには、各登山道頂上からさらに歩く必要があり、お鉢巡りコースで数十分かかる。道のすぐ脇は崖であり、特に柵も無いので、強風時や荒天時は危険であり行くべきではない。
用いる登山口（登山道）によって、到達した頂上（すなわちその登山道の終点）から剣ヶ峰までの距離が大きく異なる。一番近いのは富士宮口で、次に御殿場口、一番遠いのは吉田口・須走口である。お鉢巡りの場合は剣ヶ峰を含め火口の縁を一周するため、用いた登山道による山頂歩行距離に差は出ない。